# Du lịch Quảng Trị

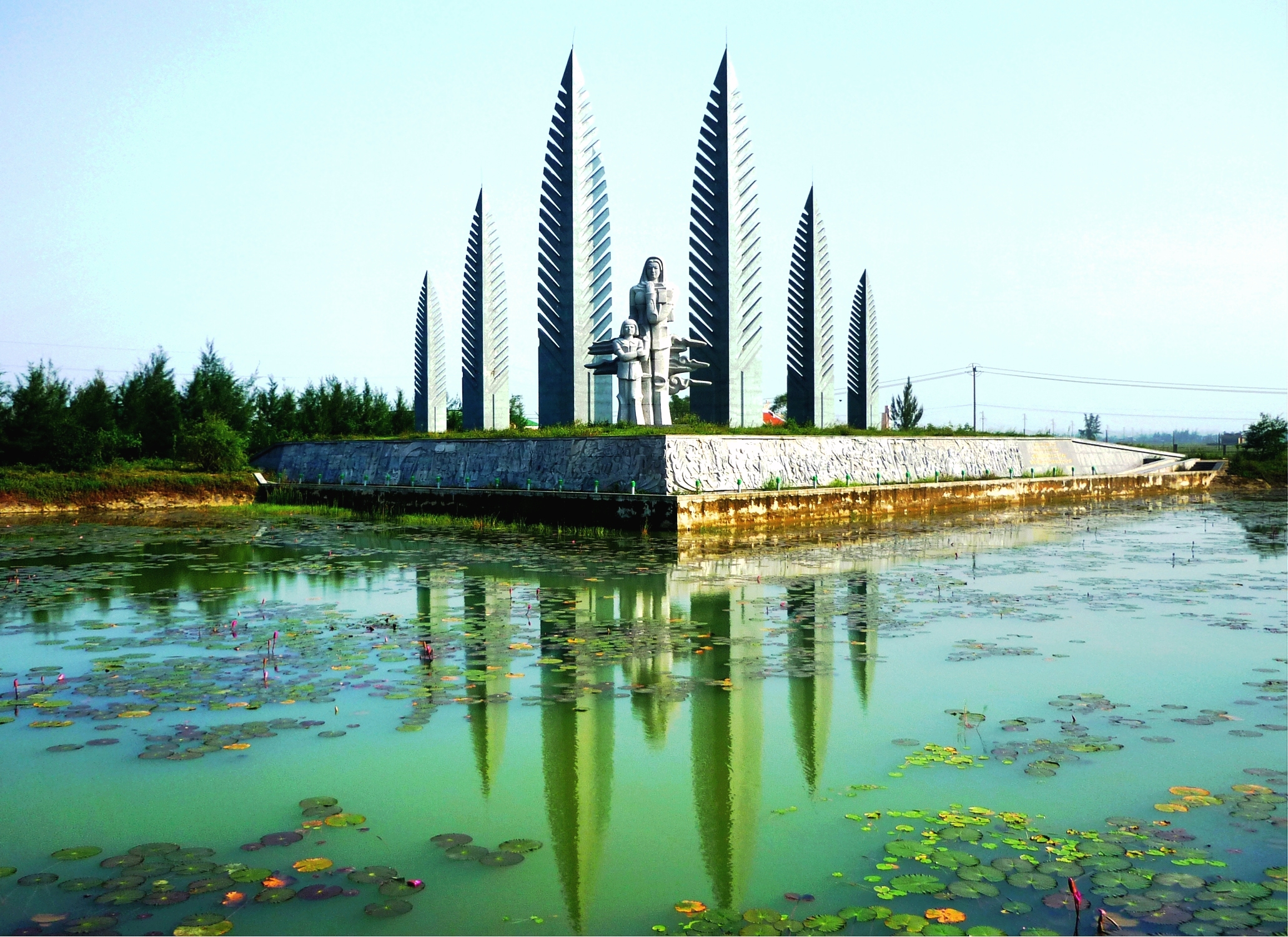
Tượng đài "Khát Vọng Thống Nhất Non Sông"

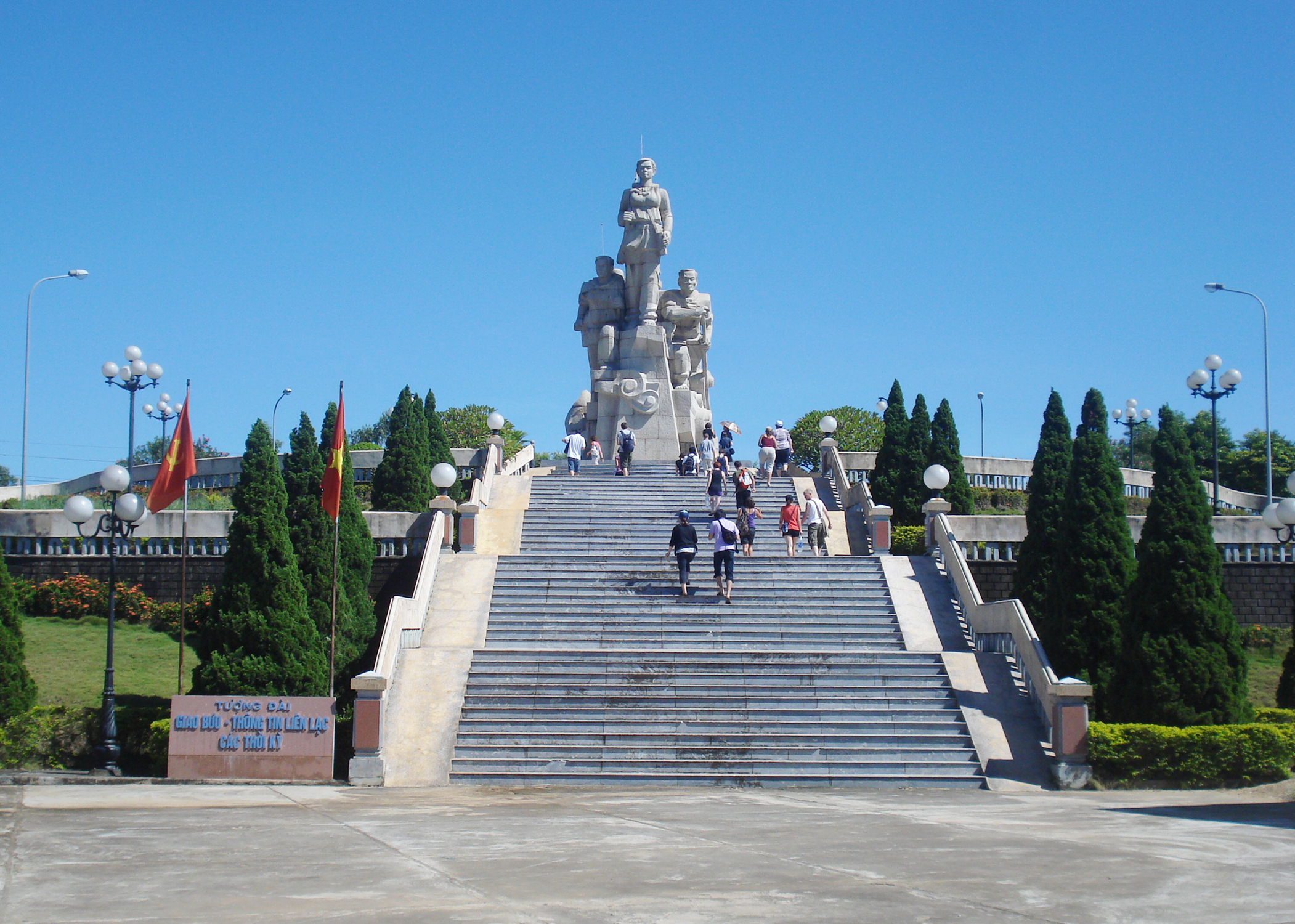
Tượng đài Giao bưu Dốc Miếu

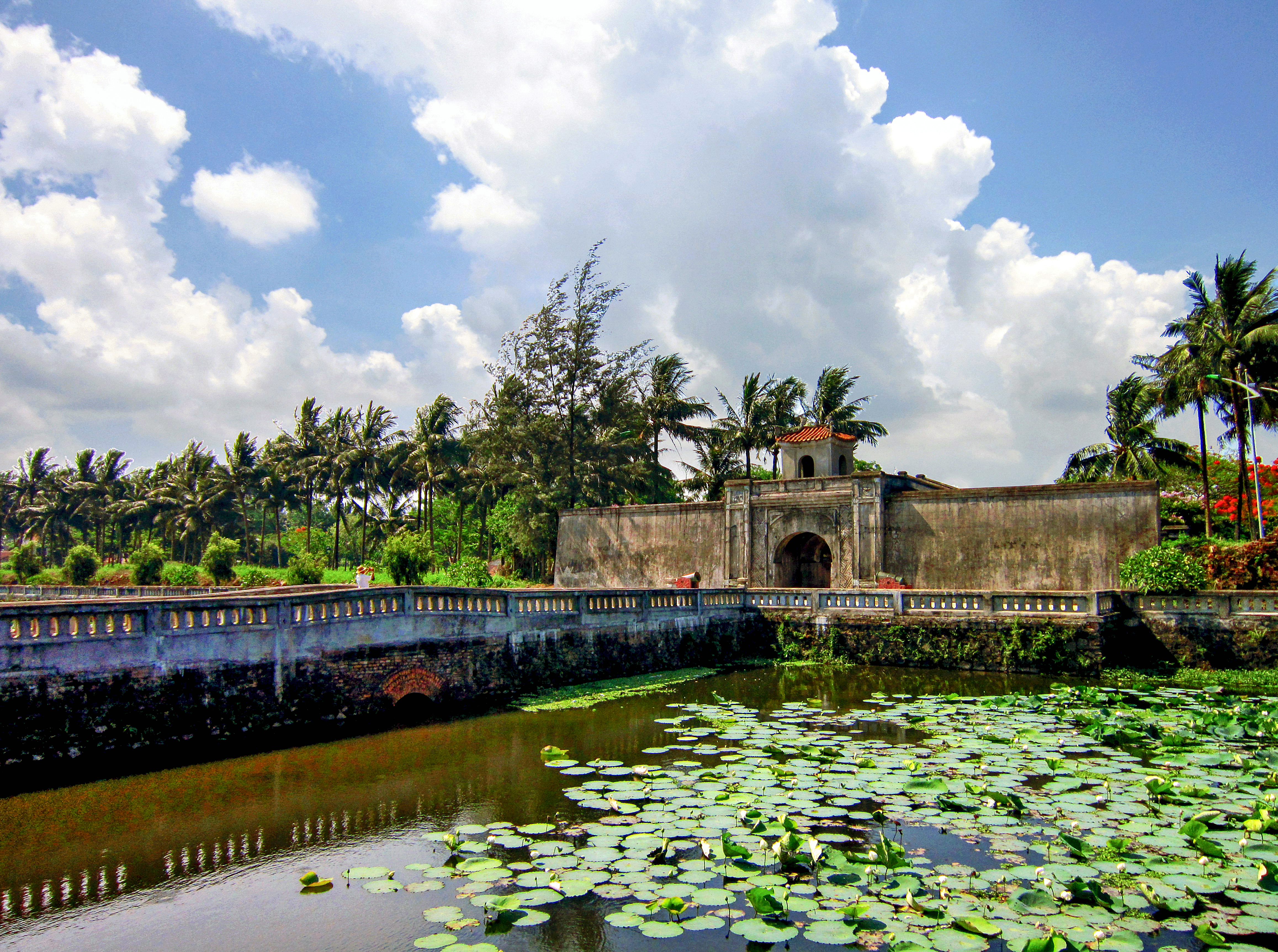
Thành cổ Quảng Trị

Du lịch Quảng Trị là tên gọi chỉ chung về các ngành, nghề kinh doanh và các dịch vụ liên quan về việc quảng bá, khai thác tiềm năng du lịch tại tỉnh Quảng Trị. Đây được coi là một ngành nghề đầy tiềm năng của tỉnh, hứa hẹn có nhiều đóng góp vào ngân sách địa phương cũng như việc quảng bá hình ảnh về vùng đất này.
Tỉnh Quảng Trị có nhiều lợi thế để khai thác du lịch. Về mặt lịch sử, nơi đây từng là trung tâm nối giữa hai miền Nam, Bắc của Việt Nam, trong suốt thời gian diễn ra cuộc Chiến tranh Việt Nam, vùng đất này bị tàn phá dữ dội bởi bom đạn của Hoa Kỳ (Tính bình quân, mỗi người dân Quảng Trị đã phải gánh chịu 7 tấn bom đạn Mỹ) cũng như những cuộc đụng độ khốc liệt giữa các bên tham chiến. Chính vì điều kiện lịch sử đặc thù như vậy, ngày nay Quảng Trị đã trở thành một địa điểm có điều kiện thuận lợi để phát triển ngành du lịch. Về mặt tự nhiên, nơi đây cũng có nhiều thắng cảnh đẹp như các bãi biển, sông suối, rừng nguyên sinh và các địa danh khác.
Ngoài ra, Quảng Trị còn có nguồn tài nguyên tự nhiên, tài nguyên nhân văn, điều kiện vị trí địa lý – giao thông tương đối dễ tiếp cận bằng đường bộ, đường thủy và cả đường hàng không. Đây chính là những điều kiện thuận lợi để phát triển du lịch mà không phải tỉnh, thành nào cũng có được.

## Vị trí ngành du lịch trong kinh tế tỉnh

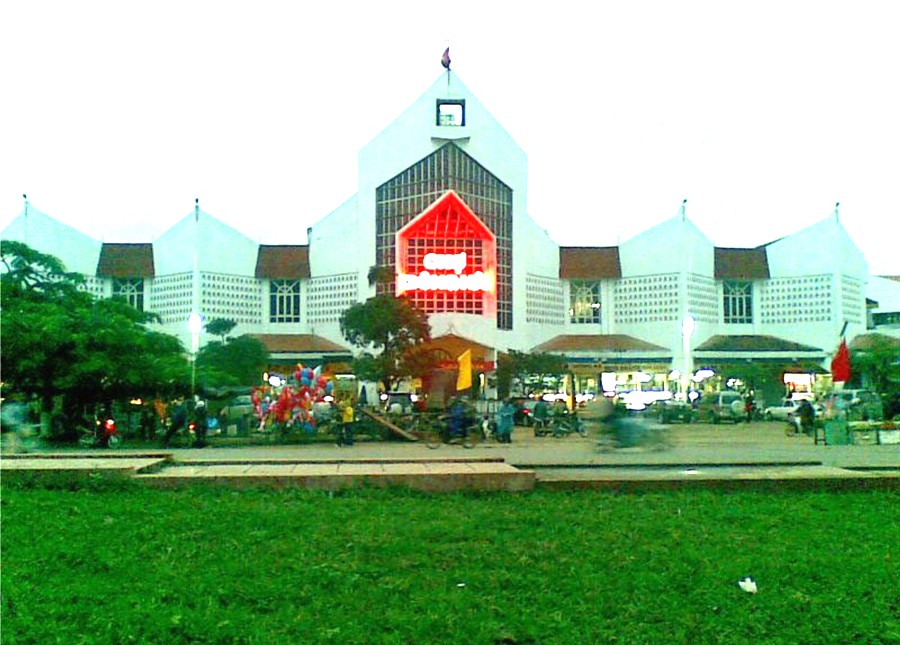
Chợ Đông Hà

Quảng Trị là một tỉnh nằm ở điểm đầu trên tuyến hành lang kinh tế Đông – Tây về phía Việt Nam nên có nhiều lợi thế trong việc khai thác các nguồn khách du lịch inbound từ Lào và Thái Lan và ngược lại.
Tỉnh Quảng Trị đã chịu những hậu quả nặng nề của trong cuộc Chiến tranh Việt Nam, lại chịu ảnh hưởng của gió Lào ở miền Trung chính vì vậy, Quảng Trị là một trong những tỉnh thành của Việt Nam có tốc độ phát triển kinh tế tương đối chậm. Kèm theo đó là Du lịch Quảng Trị vẫn chưa thực sự phát triển một cách tương xứng với tiềm năng sẵng có. Quảng Trị chịu ảnh hưởng từ hai địa điểm du lịch khác là động Phong Nha của tỉnh Quảng Bình ở mặt Bắc và Cố đô Huế ở phái Nam chính vì vậy, du khách thường chỉ đi qua Quảng Trị mà không lưu trú cũng giống như du khách Thái Lan đi ngang qua Lào khi đến Việt Nam.
Tuy nhiên, với những giá trị đích thực vốn có của nó, Quảng Trị đang dần dần thu hút được lượng khách du lịch đáng kể trong những năm gần đây. Đặc biệt với sự quan tâm, đầu tư của Chính quyền địa phương ngành du lịch hứa hẹn trở thành một ngành kinh tế mũi nhọn chiến lược. Chính quyền địa phương đã ban hành nhiều chủ trương, chính sách quan trọng về du lịch. Đặc biệt đảng cầm quyền ở đây đã ra Nghị quyết số: 02/NQ ngày 15 tháng 11 năm 2001 của Tỉnh uỷ Quảng Trị xác định: "Thương mại- du lịch- dịch vụ giữ vị trí quan trọng, phấn đấu sớm trở thành ngành kinh tế mũi nhọn, tạo bước đột phá thời kỳ sau năm 2010".
Theo thống kê, doanh thu du lịch của tỉnh tăng từ 6,6 tỷ đồng năm 1995 lên 40 tỷ đồng vào năm 2009, bình quân tăng 13,7% mỗi năm và thu hút hàng năm khoảng 400.000 lượt khách. Chỉ tính riêng huyện Hải Lăng, hàng năm, bình quân các điểm du lịch trên địa bàn huyện đã đón khoảng 250.000 đến 300.000 lượt khách du lịch đến tham quan. Trong đó, với lợi thế về yếu tố lịch sử, các chương trình, lễ hội du lịch mang tính tri ân như các chương trình hoài niệm chiến trường xưa, các tour DMZ.. cũng đã tiếp đón được hơn 3,6 triệu lượt khách với doanh thu xã hội về du lịch thu được ước tính hơn 2.770 tỷ đồng cho ngân sách địa phương.
Mặc dù vậy, du lịch Quảng Trị cũng được cảnh báo về những thách thức đã và đang đối mặt như việc tuyên truyền, quảng bá cho du lịch phần nhiều chỉ dừng lại ở mức tuyên truyền riêng lẻ, trong quá trình khai thác tiềm năng vẫn chưa biết khai thác, làm thức dậy những tiềm năng đó hoặc khai thác một cách vụng về, tuỳ tiện không đúng quy trình công nghệ du lịch sẽ không tạo ra được sản phẩm du lịch tốt, chưa nắm và vận dụng tốt những công nghệ du lịch - một dây chuyền sản xuất nghiêm ngặt nhằm tạo nên hiệu quả cao không những về mặt kinh tế mà còn ở cả mặt xã hội, văn hoá.

## Danh mục di tích lịch sử - văn hóa tỉnh Quảng Trị
Ngành du lịch Quảng Trị đang sở hữu nhiều địa điểm du lịch được xếp hạng của nhà nước. Theo thống kê, trong số 498 di tích đã được kiểm kê, đánh giá, Quảng Trị có đến 431 di tích lịch sử chiến tranh. Quảng Trị là địa phương đầu tiên và duy nhất khai thác du lịch hoài niệm chiến trường xưa và đồng đội, hàng năm, có hàng trăm nghìn lượt khách du lịch trong và ngoài nước tới đây và chủ yếu khách đến theo loại hình du lịch này.

### Điểm tham quan
Quảng Trị hiện có rất nhiều điểm tham quan có lợi thế để phát triển ngành du lịch như:
| - Thành cổ Quảng Trị - Chùa Sắc Tứ Tịnh Quang - Thánh địa La Vang - Sông Thạch Hãn - Căn cứ Cồn Tiên - Dốc Miếu - Hàng rào điện tử McNamara - Tượng đài "Giao bưu Dốc Miếu" - Tượng đài Khát vọng thống nhất | - Sông Bến Hải - Cầu Hiền Lương - Địa đạo Vịnh Mốc - Nhà tù Lao Bảo - Khu thương mại Lao Bảo - Chợ Đông Hà - Rừng nguyên sinh Rú Lịnh - Bản dân tộcVân Kiều | - Camp Carroll - Cầu Đakrông - Căn cứ Làng Vây - Căn cứ Khe Sanh - Đồi Rockpile - Nghĩa trang Trường Sơn - Nghĩa trang Đường 9 - Đường mòn Hồ Chí Minh |

## Đặc sản Quảng Trị

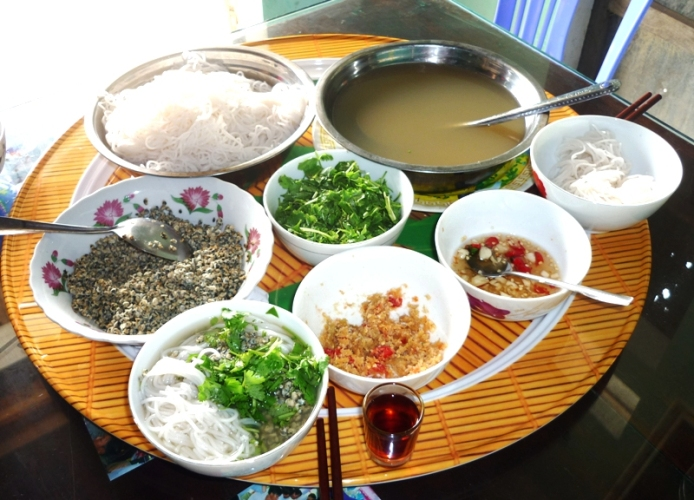
Bún hến Mai Xá

Quảng Trị có rất nhiều đặc sản, chẳng hạn như bánh khoái, rau trên đá, nước mắm, xôi nếp Lào, bún hến làng Mai Xá, v.v... Nơi đầy cũng có nhiều làng nghề truyền thống với các sản phẩm miền quê nổi tiếng như: Nón lá, thêu ren, dệt xăm lưới với các món ẩm thực được nhiều người biết đến như: Cháo bột Diên Sanh, bánh ướt Phương Lang, canh ám làng Lam Thủy, bánh lọc Mỹ Chánh (tiếng địa phương: beéng loọc Mì Chánh), rượu Kim Long, nước mắm Mỹ Thủy, ruốc bột Thâm Khê…

## Lễ hội văn hoá
Ở Quảng Trị có một số lễ hội thu hút đông đảo sự tham gia của nhân dân địa phương và du khách như: Lễ hội đêm Thành Cổ, Lễ hội Trường Sơn huyền thoại, Lễ hội thống nhất non sông, Lễ hội Tổ đình Sắc Tứ, Lễ hội dân gian, Hội Cướp Cù, Hội Thượng Phước, Lễ hội rước kiệu ở thánh địa La Vang, Lễ hội đua thuyền, Lễ hội rước hến làng Mai Xá, Lễ hội đua thuyền truyền thống làng Mai Xá, Lễ hội chợ đình Bích La, Lễ hội Nhịp cầu Xuyên Á...

## Các loại hình du lịch
Ngành du lịch Quảng Trị có các loại hình du lịch cơ bản là du lịch bằng đường bộ và du lịch biển.
Loại hình du lịch đường bộ có địa điểm nổi tiếng là Khu thương mại Lao Bảo.
Loại hình du lịch biển có các địa điểm hấp dẫn như: Biển, Đảo Cồn Cỏ; Bãi tắm Cửa Tùng; Bãi tắm Cửa Việt; Bãi tắm Gio Hải; Bãi tắm Mỹ Thủy.
Quảng Trị hiện chưa có sân bay nào nhưng có tuyến đường sắt Bắc-Nam chạy qua, ga Đông Hà là một trong những ga chính trên tuyến đường ray này. Dự án sân bay Quảng Trị dự kiến sẽ được xây ở xã Gio Quang, huyện Gio Linh, cách Đông Hà 7 km về phía bắc. Đông Hà, Quảng Trị còn nằm ở nơi giao cắt của đường 9 và Quốc lộ 1, khá thuận tiện cho khách du lịch đường bộ.

## Sản phẩm du lịch

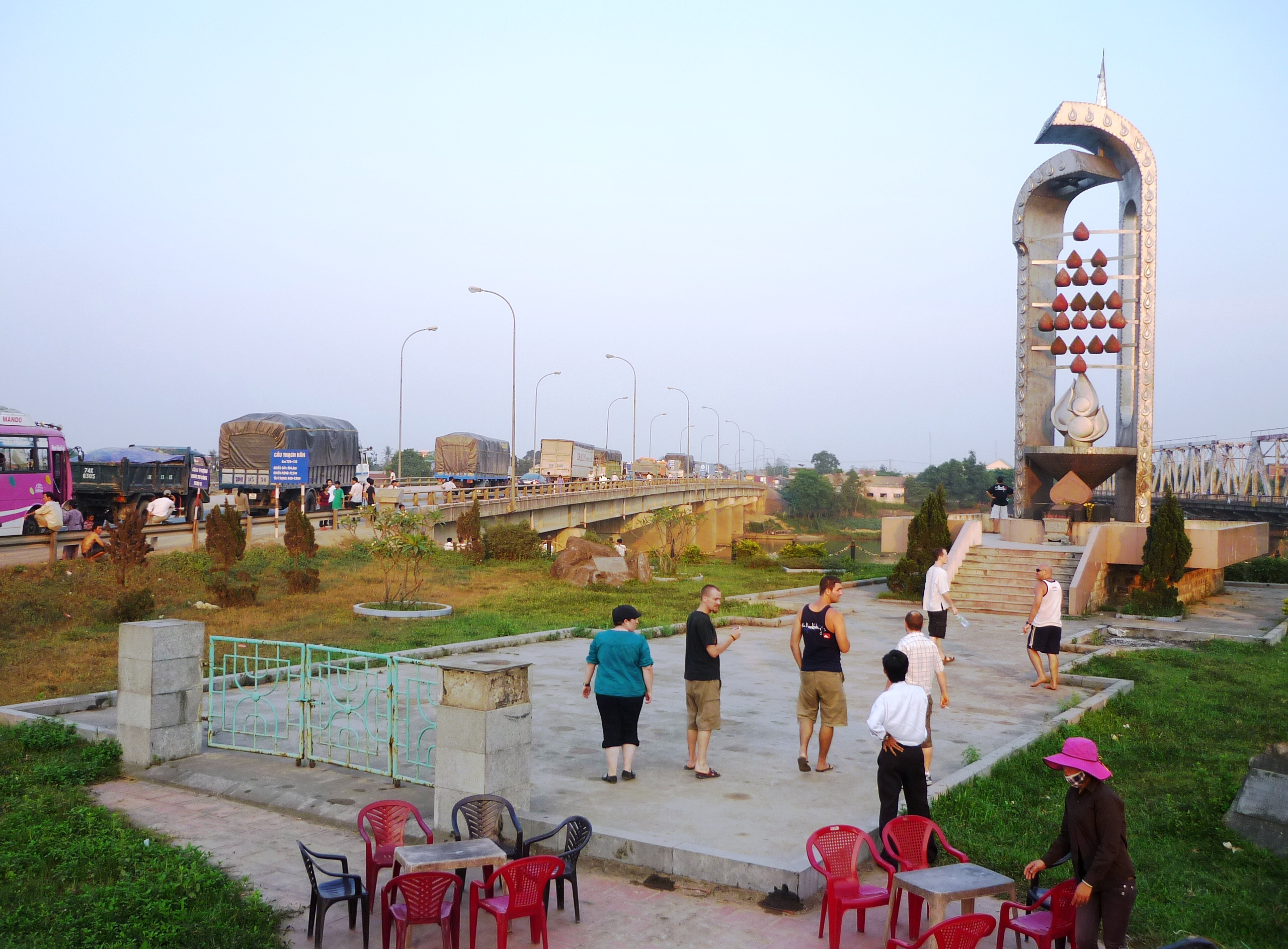
Du khách quốc tế viếng thăm một trong những di tích lịch sử ở Quảng Trị

Quảng Trị được coi là một bảo tàng chiến tranh lớn, một sa bàn đầy đủ nhất để giới thiệu về chiến tranh Việt Nam, một cuộc chiến tranh khốc liệt nhất trong thế kỷ 20. Với nhiều du khách quốc tế, một trong những lý do để họ tìm đến Quảng Trị là để tìm hiểu và hồi tưởng về quá khứ của họ.
Bên cạnh đó, Quảng Trị được biết đến như một vùng đất có nhiều di tích lịch sử nhất Việt Nam với 431 di tích lịch sử cách mạng trong tổng số 498 di tích và danh thắng của Quảng Trị được kiểm kê, đánh giá. Trong số 70 nghĩa trang liệt sĩ ở Quảng Trị, thì có đến hai nghĩa trang quốc gia (Nghĩa trang liệt sĩ Trường Sơn và Nghĩa trang Quốc gia đường 9) nơi yên nghỉ của hơn 6 vạn liệt sĩ, một địa chỉ hành hương của người dân trong phạm vi cả nước. Với nguồn vốn đầu tư tôn tạo, phục chế lên đến hàng chục tỷ đồng, cụm di tích đôi bờ Hiền Lương đã trở thành một điểm dừng quan trọng trên đường Bắc - Nam, không chỉ riêng cho du khách mà cả những hành khách lưu thông trên Quốc lộ 1.
Nói chung những sản phẩm du lịch của Quảng Trị hầu như được tạo nên bằng máu xương của cuộc chiến tranh - điều làm nên sự khác biệt rõ rệt so với sản phẩm du lịch ở các địa phương, vùng miền khác. Quảng Trị có những địa danh mang dấu ấn về quá khứ của chiến tranh như: sông Thạch Hãn, sông Bến Hải, cầu Hiền Lương, hàng rào điện tử McNamara, địa đạo Vịnh Mốc, Khe Sanh, Tà Cơn, Làng Vây, Đường 9 Nam Lào, nghĩa trang Trường Sơn... Những di tích lịch sử này đã trở thành "thương hiệu" du lịch của Quảng Trị.
Trong những tour du lịch hoài niệm đến Quảng Trị thăm chiến trường xưa, các cựu chiến binh của Mỹ đã thực sự bị gây ấn tượng mạnh vì những địa điểm nơi đây. Một số người đã bày tỏ tình cảm của mình về vùng đất và tua du lịch này. Một số giới chức chiến quyền khi tham gia vào tua du lịch này cũng đánh giá cao và cho rằng đây là một loại hình du lịch mới mẻ, hấp dẫn và là cầu nối giữa hiện tại và quá khứ.
Ngoài ra, chương trình du lịch "Hoài niệm chiến trường xưa và đồng đội" (ra đời vào năm 2005) cũng được cho là sản phẩm du lịch độc đáo, sáng tạo của Quảng Trị. Một số nhân vật ở trung ương như Thứ trưởng Lê Tiến Thọ, Thượng tướng Nguyễn Huy Hiệu đều đánh giá cao sản phẩm du lịch này và có những chỉ đạo đối với các cấp, các ngành ở Quảng Trị cần tập trung quảng bá sâu rộng, và tăng cường liên doanh liên kết phát triển chương trình du lịch này trong thời gian tới, đồng thời Tổng cục Du lịch cần đưa loại hình Du lịch hoài niệm vào chương trình hành động quốc gia.

### Một số hình ảnh tiêu biểu

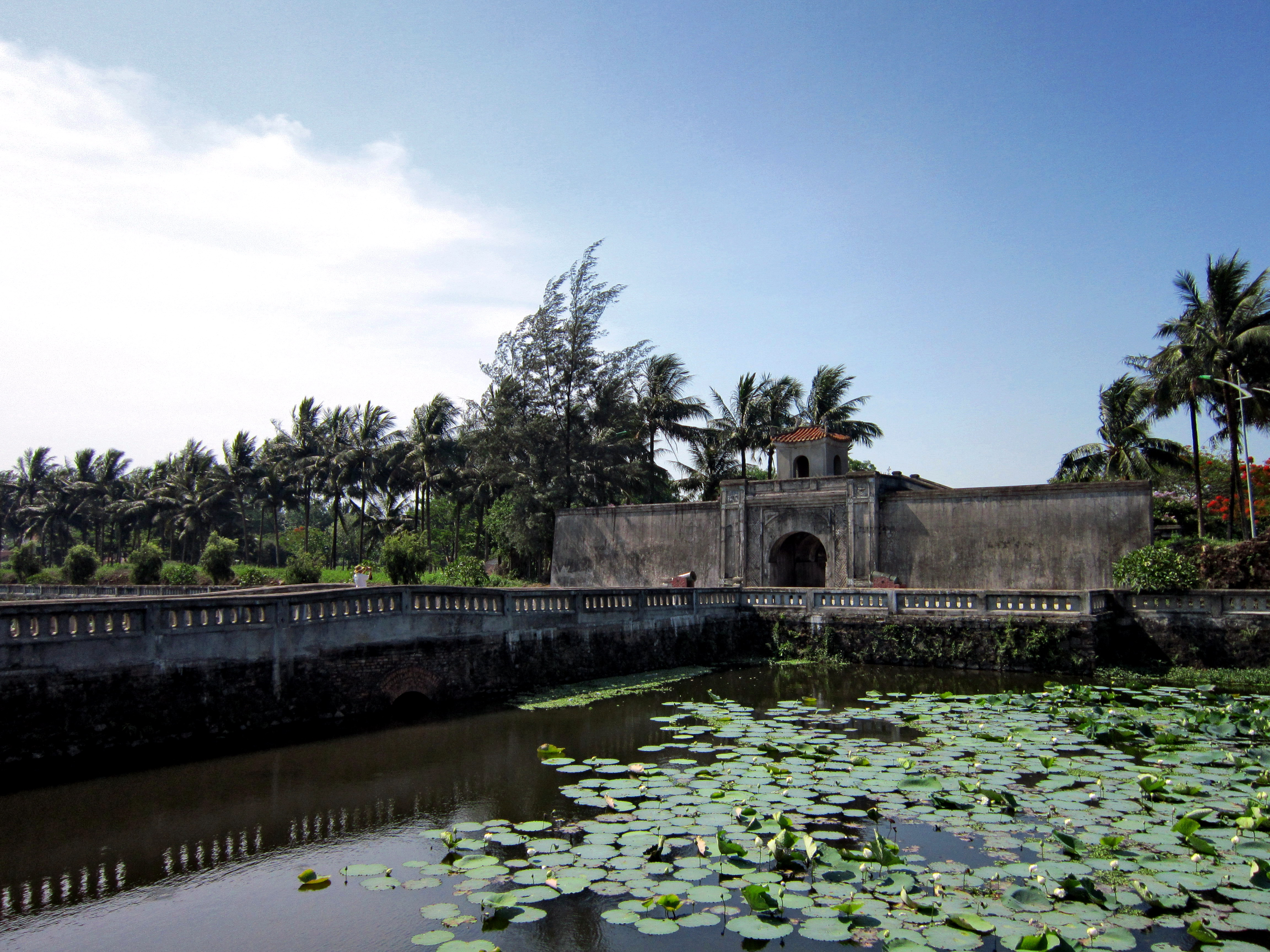
Thành cổ Quảng Trị
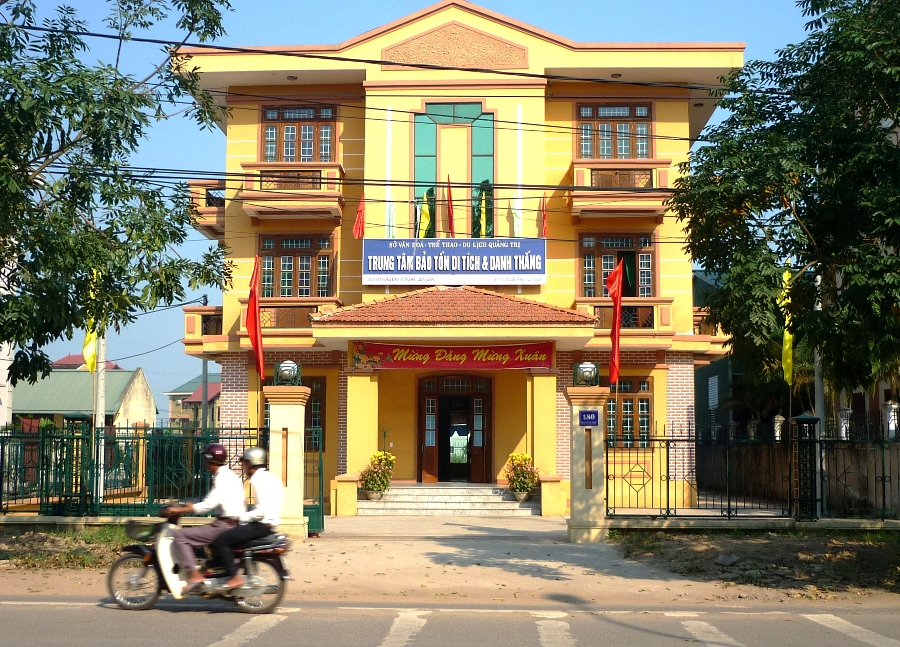
Trụ sở Trung tâm Bảo tồn Di thích & Danh thắng tỉnh Quảng Trị
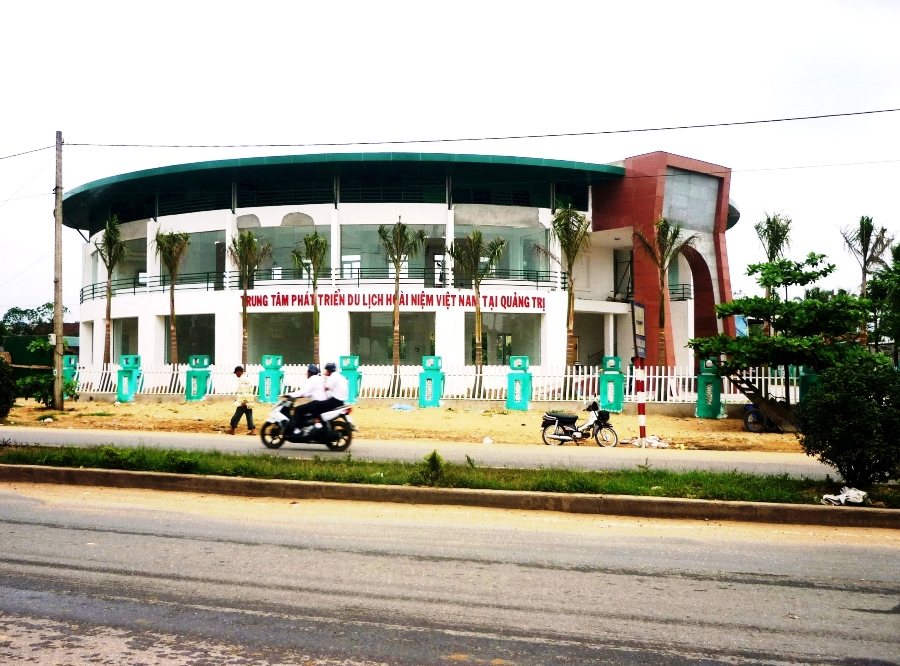
Trung tâm Phát triển du lịch hoài niệm Việt Nam tại Quảng Trị
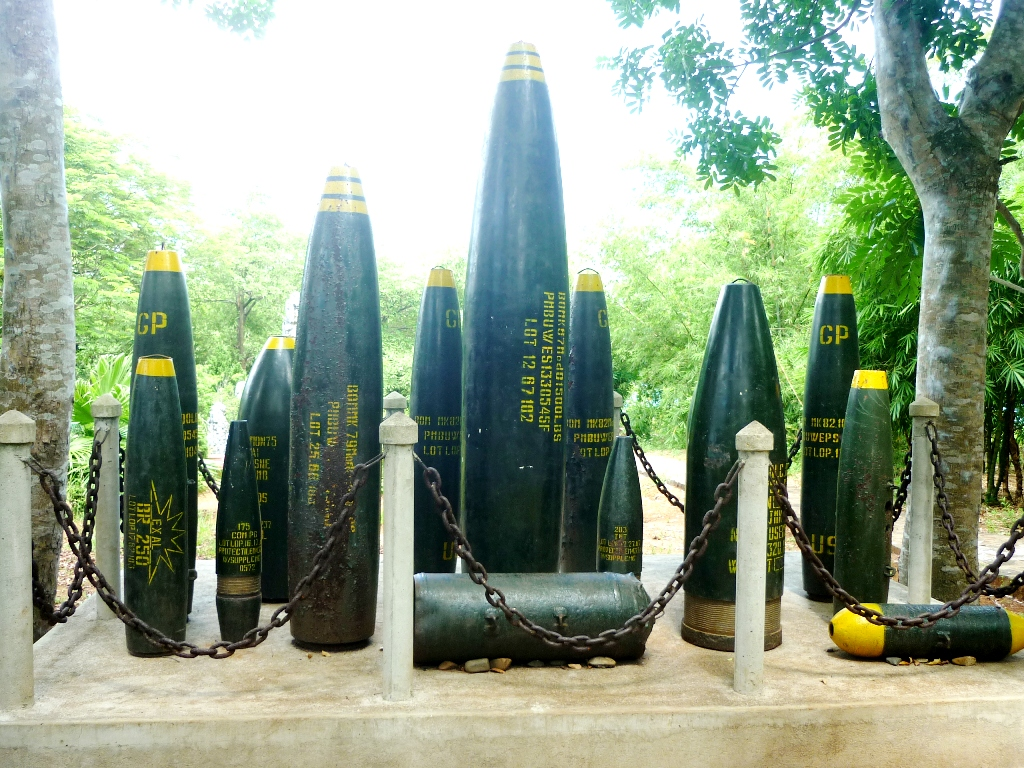
Bom đạn Mỹ còn sót lại ở địa đạo Vịnh Mốc
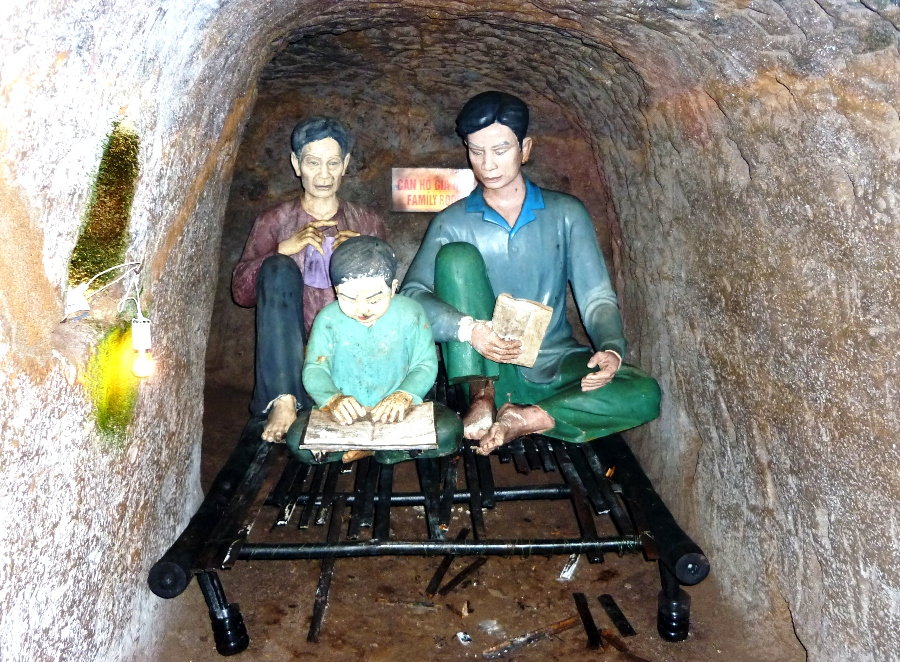
Căn hộ gia đình ở địa đạo Vịnh Mốc
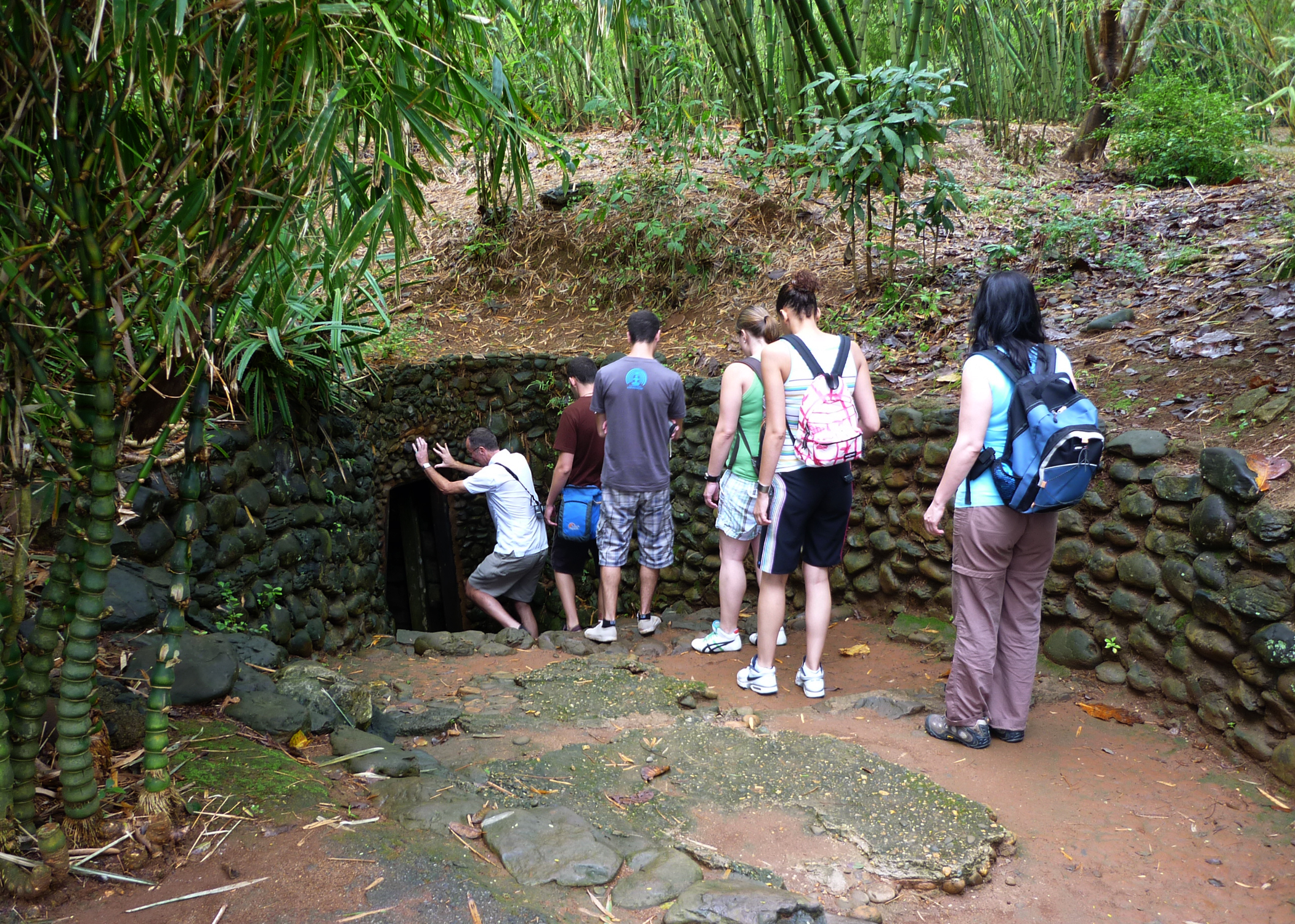
Cửa vào địa đạo Vịnh Mốc
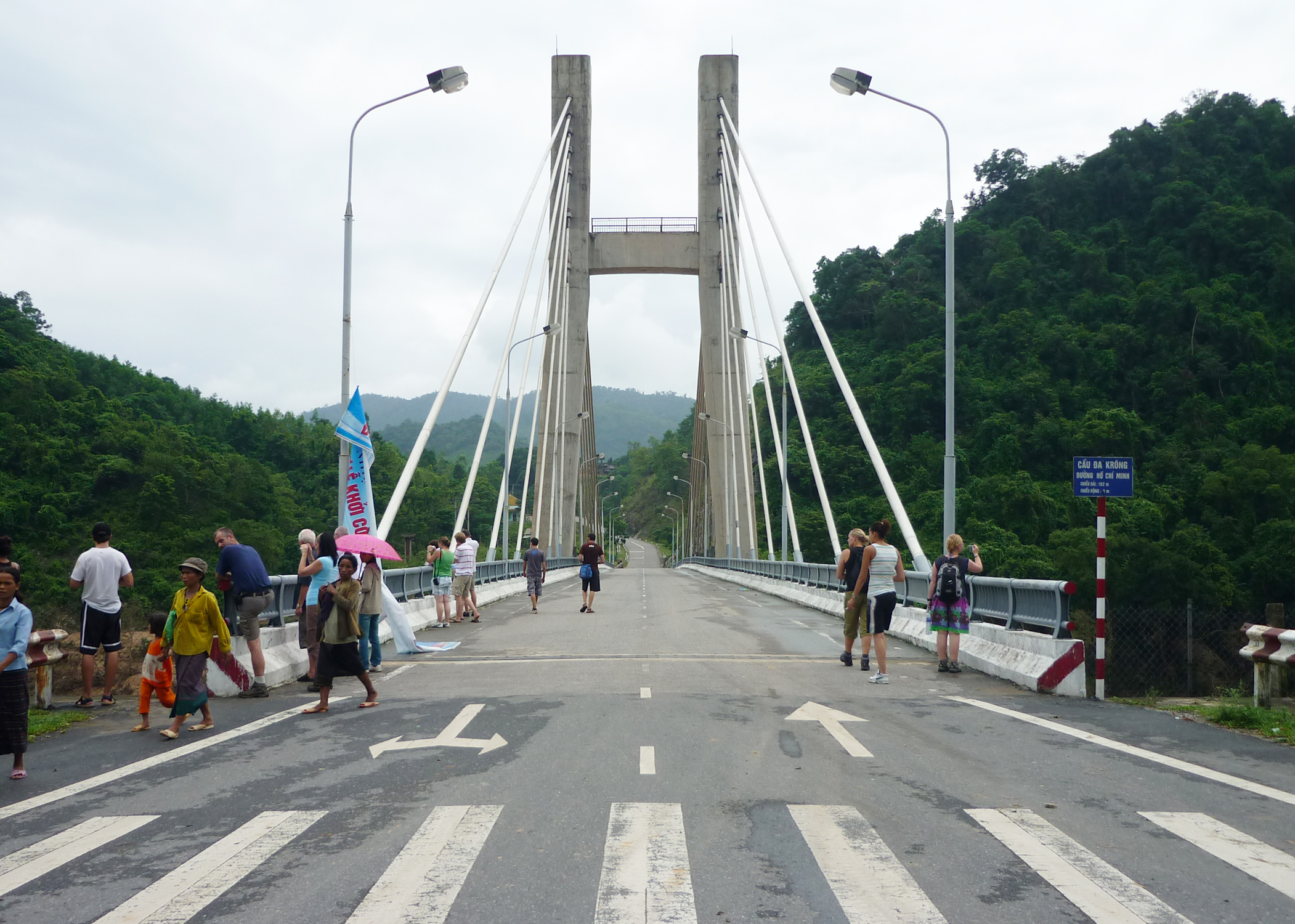
Cầu treo Đakrông
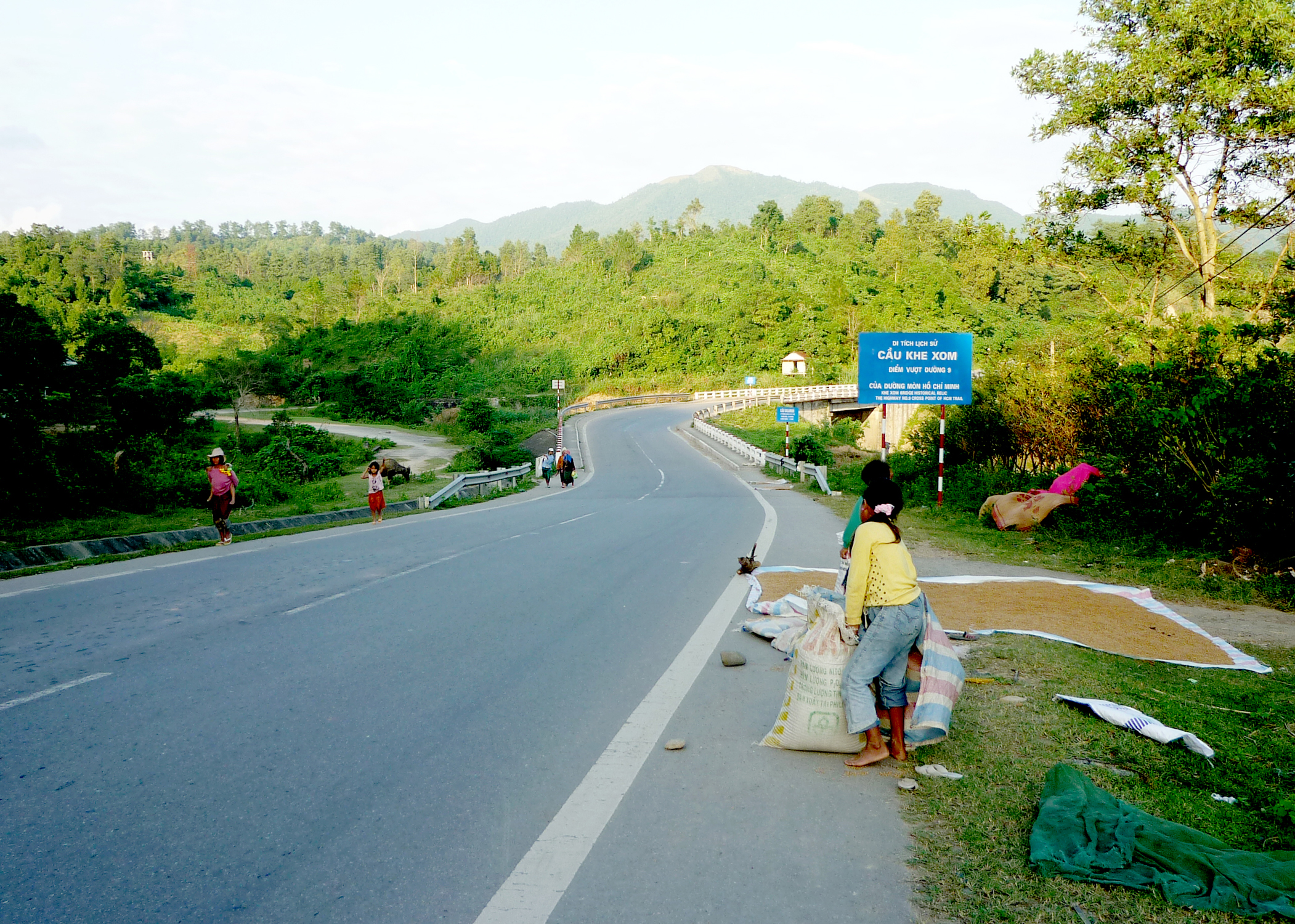
Điểm vượt đường 9 của đường mòn Hồ Chí Minh